# IV (альбом Хироюки Савано)
IV — четвертый студийный альбом Хироюки Савано в рамках вокального проекта SawanoHiroyuki[nZk]. Он был выпущен 3 марта 2021 года компанией Sony Music под лейблом Sacra Music. Пять треков из альбома стали синглами: «Tranquility», «Trollz», «Chaos Drifters», «CRY» и «time».
В первую неделю после релиза альбом занял 9-е место в ежедневном рейтинге. Он находился в чартах Oricon на протяжении 6 недель.

## Об альбоме
Перед релизом альбома было выпущено несколько двойных синглов, первый из которых — Tranquility / Trollz. Первый трек «Trollz» с японской вокалисткой Laco из группы EOW был выпущен 6 сентября 2019 года. Второй трек «Tranquility» с участием японской певицы Anly был использован в аниме Legend of the Galactic Heroes в качестве завершающий заставки, и был выпущен 2 октября 2019 года. Этот сингл также содержит песню «Felidae», которая была переработана и позже вошла в альбом под названием «Felidae <iv-ver.>».
Второй релиз под названием Chaos Drifters / CRY был объявлен 12 марта 2020 года и должен был выйти 27 мая 2020 года, но из-за пандемии COVID-19 был отложен до 29 июля. Песня «CRY» была выпущена 17 мая 2020 года, в ней участвует японская певица mizuki, и эта песня использовалась в качестве вступительной заставки для аниме Ginga Eiyuu Densetsu: Die Neue These. Второй трек, «Chaos Drifters», был исполнен японским певцом Jean-Ken Johnny из японской рок-группы MAN WITH A MISSION и использован в качестве вступительной заставки для второго сезона аниме No Guns Life.
Последним промотреком стала песня «time» с участием японской певицы ReoNa. Она использовалась в качестве завершающей заставки для аниме «Семь смертных грехов: Приговор дракона». Она была выпущена 18 января 2021 года.
6 января 2021 года Хироюки Савано объявил точную дату выпуска альбома и часть треков, в список которых вошли ранее выпущенные треки и три бонусных трека из его проекта на Youtube REC-nZk, которые представляют собой новые аранжировки его предыдущих работ. Также было рассказано, что ограниченная версия альбома будет содержать видеоматериалы с концерта Савано «LIVE BEST OF VOCAL WORKS [nZk] Side SawanoHiroyuki [nZk]».
20 января 2021 года Савано начал публиковать треки из альбома через свой официальный аккаунт в Твиттере, загружая короткие видеопревью с голосами вокалистов под хэштегом #nZk_iv. 22 января 2021 года он анонсировал в своем Твиттере первый трек с альбома. Песня «Till I» с участием японского певца Yuuri представляет собой реаранжированную версию песни «Till I Die» из аниме Kill la Kill. 29 января 2021 года в его Твиттере была анонсирована песня «FAVE» с участием японской певицы Aina the End из японской айдол-группы BiSH. 5 февраля 2021 года в его Твиттере была анонсирована песня «FLAW(LESS)» с участием японского певца Yosh из группы Survive Said The Prophet. Последний тизер, посвящённый песне Abura с участием японского певца Тайику Окадзаки, был опубликован 8 февраля 2021 года. 26 февраля 2021 года Савано выложил в свой аккаунт на Youtube видеодайджест, в котором были показаны превью всех треков из альбома. Альбом был выпущен 3 марта 2021 года.

## Список композиций
| №                   | Название                    | Текст песни                  | Автор                               | Длительность |
| ------------------- | --------------------------- | ---------------------------- | ----------------------------------- | ------------ |
| 1.                  | «IV»                        | Yosh                         | SawanoHiroyuki[nZk]                 | 1:25         |
| 2.                  | «FLAW(LESS)»                | Yosh                         | SawanoHiroyuki[nZk]:Yosh            | 4:00         |
| 3.                  | «FAVE»                      | cAnON.                       | SawanoHiroyuki[nZk]:AiNA THE END    | 3:53         |
| 4.                  | «Chaos Drifters»            | Jean-Ken Johnny              | SawanoHiroyuki[nZk]:Jean-Ken Johnny | 3:49         |
| 5.                  | «N0VA»                      | naNami                       | SawanoHiroyuki[nZk]:naNami          | 3:41         |
| 6.                  | «Tranquility»               | Benjamin mpi                 | SawanoHiroyuki[nZk]:Anly            | 4:43         |
| 7.                  | «time»                      | cAnON.                       | SawanoHiroyuki[nZk]:ReoNa           | 3:58         |
| 8.                  | «Trollz»                    | Benjamin mpi                 | SawanoHiroyuki[nZk]:Laco            | 3:28         |
| 9.                  | «Till I»                    | cAnON.                       | SawanoHiroyuki[nZk]:Yuuri           | 4:41         |
| 10.                 | «Felidae <iv ver.>»         | Benjamin mpi                 | SawanoHiroyuki[nZk]:Gemie&Tielle    | 3:08         |
| 11.                 | «CRY»                       | Hiroyuki Sawano Benjamin mpi | SawanoHiroyuki[nZk]:mizuki          | 4:25         |
| 12.                 | «Abura» (膏)                | okazakitaiiku                | SawanoHiroyuki[nZk]:okazakitaiiku   | 3:57         |
| 13.                 | «OUT OF "iv»                |                              | SawanoHiroyuki[nZk]                 | 1:36         |
| 14.                 | «Barricades <MODv>»         | Benjamin mpi                 | SawanoHiroyuki[nZk]:Yosh            | 3:40         |
| 15.                 | «Keep on keeping on <MODv>» | Benjamin mpi                 | SawanoHiroyuki[nZk]:mizuki          | 3:44         |
| 16.                 | «NEXUS <PODv>»              | Benjamin mpi                 | SawanoHiroyuki[nZk]:Laco            | 3:47         |
| Общая длительность: | Общая длительность:         | Общая длительность:          | Общая длительность:                 | 57:55        |

## Чарты
| Чарты (2021)                       | Место |
| ---------------------------------- | ----- |
| Япония (Oricon)                    | 9     |
| Japan Hot Albums (Billboard)       | 7     |
| Japan Top Albums Sales (Billboard) | 8     |